# George Furey
George Furey   (Saint John's, 12 de maig de 1948) és un polític canadenc. Actualment és senador del Canadà en representació de Terranova i Labrador, també és president d'aquesta mateixa cambra.
Furey va néixer a Saint John's. Va obtenir una Llicenciatura en Arts i una Llicenciatura en Educació a la Universitat Memorial de Terranova l'any 1970. Un cop graduat, va treballar com a mestre per a la Junta Escolar Catòlica Romana a la seva ciutat natal. Més endavant, l'any 1983 va titular-se en Dret per la Universitat de Dalhousie. Posteriorment, va ser soci del bufet d'advocats Furey & Hurley. Va ser nomenat conseller de la reina l'any 1996.
Va ser nombrat senador del Canadà l'11 d'agost de 1999 pel primer ministre Jean Chrétien. Va ser membre de diversos comitès del Senat i va ser president del Comitè Permanent d'Economia Interna, Pressupostos i Administració, i també de la Comissió Permanent d'Afers Jurídics i Constitucionals. El 29 de gener de 2014, Justin Trudeau, líder del Partit Liberal, va anunciar que tots els senadors liberals i, per tant, també Furey, serien eliminats del partit i continuarien la legislatura com a independents. El 3 de desembre de 2015 va ser nomenat president del Senat pel primer ministre Justin Trudeau, substituint al senador Leo Housakos.